# Johanny’s Park

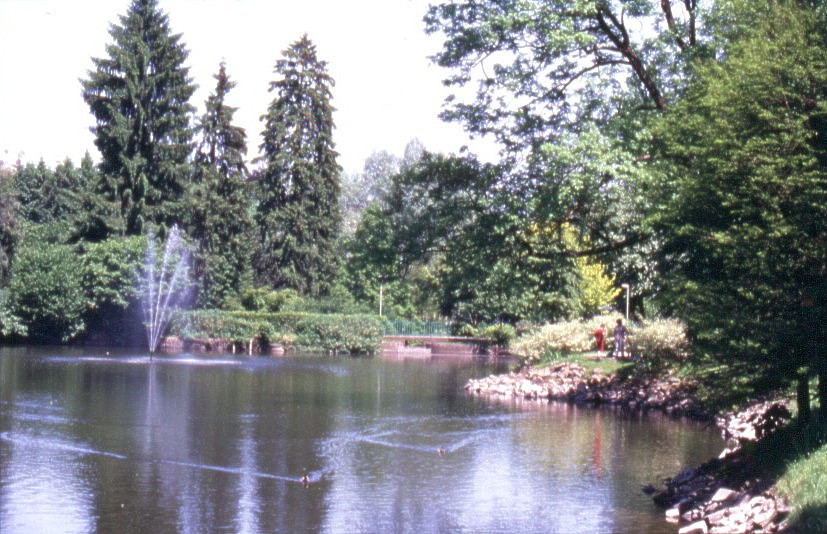
Der Schwanenteich in Johanny’s Park

Johanny’s Park in Hückeswagen ist der Stadtpark und die größte innerstädtische Grünanlage in Hückeswagen.
Benannt ist er nach der Industriellenfamilie Johanny, die in Hückeswagen unter anderem eine Tuchfabrik betrieben hatten. Die Familie errichtete auch mehrere Tuchmachervillen in der Stadt, in einer davon ist heute die Hückeswagener Stadtbibliothek eingerichtet.
Ab 1950 wurde der Park erstmals vom Heimat-Verkehrs- und Verschönerungsverein gärtnerisch ausgestaltet. Zentraler Punkt des Parks ist ein Teich mit Springbrunnen, der auch Schwanenteich genannt wird. Ein Spender aus der Schweiz hatte zwecks Attraktivierung des Stadtparks der Stadt ein Schwanenpaar geschenkt, so dass der Teich dann den Namen Schwanenteich erhielt. Für die beiden Tiere wurde eigens ein Schwanenhaus errichtet, welches heute aber nicht mehr existiert.
Heute erfüllt der Stadtpark neben dem Schlosshagen die Funktion einer „grünen Lunge“. Er ist Verbindungsglied zwischen der Innenstadt/Altstadt und den Sportanlagen im Brunsbachtal mit Hallenbad und Mehrzweckhalle. Anfang 2008 fanden umfangreiche Rodungsmaßnahmen statt, da die Bäume des Parks jahrzehntelang nicht in dem erforderlichen Maße zurückgeschnitten wurde. Häufige Sperrungen nach Sturm oder starkem Schneefall waren die Folge.